# Democraten voor een Sterk Bulgarije
Democraten voor een Sterk Bulgarije (afgekort: DSB; Bulgaars: Демократи за силна България) is een Bulgaarse politieke partij, die op 30 mei 2004 door voormalig premier Ivan Kostov werd opgericht. DSB nam voor het eerst deel aan de nationale parlementsverkiezingen in 2005. Ze behaalde toen genoeg stemmen voor zeventien zetels in de Nationale Vergadering. Bij de nationale parlementsverkiezingen in 2009 won de Blauwe Coalitie in totaal vijftien zetels in de Nationale Vergadering.

## Europees Parlement
De partij werd na de toetreding van Bulgarije tot de Europese Unie van 1 januari tot juni 2007 in het Europees Parlement, waar ze tot de fractie van de Europese Volkspartij behoort, door Konstantin Dimitrov vertegenwoordigd. In de tussentijdse verkiezingen haalde DSB niet genoeg stemmen voor een zetel. DSB deed aan de verkiezingen van 2009 mee als onderdeel van de Blauwe Coalitie, die één zetel in het Europees Parlement verwierf. Deze zetel ging naar Nadezjda Nejnski van coalitiepartner Unie van Democratische Krachten. Doordat het aantal zetels in het Europees Parlement ingevolge het Verdrag van Lissabon werd vergroot, kreeg de Blauwe Coalitie een tweede zetel, die naar Svetoslav Malinov van DSB ging.
DSB is in het Europees Parlement vertegenwoordigd door:
- Konstantin Dimitrov (2007)
- Svetoslav Malinov (2011-heden)